# سفارة ألمانيا في المجر
سفارة ألمانيا في المجر هي أرفع تمثيل دبلوماسي لدولة ألمانيا لدى المجر. تقع السفارة في بودابست وهي تهدف لتعزيز المصالح الألمانية في المجر.

## وصلات خارجية
- الموقع الرسمي
- قائمة سفارات ألمانيا
- قائمة السفارات في المجر